# Мартіна Коломбарі
Мартіна Коломбарі (італ. Martina Colombari; нар. 10 липня 1975, Риччоне, Італія) — італійська акторка, модель, телеведуча.

## Біографія
У жовтні 1991 року у віці 16 років, Коломбарі виграла конкурс краси «Miss Italia», ставши наймолодшим переможцем конкурсу в той час. Пізніше вона стала одним з організаторів кількох телепрограм, в тому числі: Un disco per l'estate, Vota la voce, Super, Goleada і Controcampo. Потім зіграла провідну роль у фільмі Quello che le ragazze non dicono (2000), режисер Карло Ванціна, а також з'явилася в таких фільмах як: Paparazzi (1998) і She (2001). Вона також грала постійну роль в телесеріалі Carabinieri. Коломбарі брала участь в фотосесії для обкладинок кількох журналів, у тому числі італійських видань Cosmopolitan (травень 1997) і GQ (грудень 2000), італійський чоловічий журнал Max (липень 1999 р., квітень 2003 і жовтень 2008 р.), та інші, такі як Diva (2007), Intimita (2007), і Confidenze (2008). У 2011 році Коломбарі опублікувала автобіографію під назвою La vita è una.

## Фільмографія
- Abbronzatissimi (1991)
- Paparazzi (1998)
- Quello che le ragazze non dicono (2000)
- She (2001)

## Джерело
- Офіційний сайт
- Martina Colombari на сайті IMDb (англ.)